# Grandifoxus constantinus
Grandifoxus constantinus är en kräftdjursart som beskrevs av Jarrett och Edward Lloyd Bousfield 1994. Grandifoxus constantinus ingår i släktet Grandifoxus och familjen Phoxocephalidae. Inga underarter finns listade i Catalogue of Life.